# Minneola (Kansas)
Minneola – miasto położone w hrabstwie Clark.